# Municipio de Colfax (condado de Webster)
El municipio de Colfax (en inglés: Colfax Township) es un municipio ubicado en el condado de Webster en el estado estadounidense de Iowa. En el año 2010 tenía una población de 237 habitantes y una densidad poblacional de 2,55 personas por km².

## Geografía
El municipio de Colfax se encuentra ubicado en las coordenadas 42°30′54″N 94°1′51″O / 42.51500, -94.03083. Según la Oficina del Censo de los Estados Unidos, el municipio tiene una superficie total de 92.96 km², de la cual 92.96 km² corresponden a tierra firme y (0%) 0 km² es agua.

## Demografía
Según el censo de 2010, había 237 personas residiendo en el municipio de Colfax. La densidad de población era de 2,55 hab./km². De los 237 habitantes, el municipio de Colfax estaba compuesto por el 97.89% blancos, el 1.27% eran afroamericanos, el 0.42% eran de otras razas y el 0.42% pertenecían a dos o más razas. Del total de la población el 3.38% eran hispanos o latinos de cualquier raza.